# Cortenova
Cortenova – miejscowość i gmina we Włoszech, w regionie Lombardia, w prowincji Lecco.
Według danych na rok 2004 gminę zamieszkiwały 1254 osoby, 114 os./km².
W 1237 r. pod Cortenovą rozegrała się bitwa, w której cesarz Fryderyk II pokonał koalicję miast lombardzkich.